# جوزيف بافينغتون
جوزيف بافينغتون (بالإنجليزية: Joseph Buffington)‏ هو محامي وقاضي أمريكي، ولد في 5 سبتمبر 1855، وتوفي في 21 أكتوبر 1947 في بيتسبرغ في الولايات المتحدة.